# Колядинецька сільська рада
Колядинецька сільська́ ра́да — колишній орган місцевого самоврядування в Липоводолинському районі Сумської області. Адміністративний центр — село Колядинець.

## Загальні відомості
- Населення ради: 1 087 осіб (станом на 2001 рік)

## Населені пункти
Сільській раді були підпорядковані населені пункти:
- с. Колядинець
- с. Великий Ліс
- с. Вовкове
- с. Греки
- с. Колісники
- с. Костяни

## Склад ради
Рада складалася з 16 депутатів та голови.
- Голова ради: Близнюк Наталія Олексіївна
- Секретар ради: Коваль Олена Миколаївна

### Керівний склад попередніх скликань
| Прізвище, ім'я, по батькові | Основні відомості                                                 | Дата обрання | Дата звільнення |
| --------------------------- | ----------------------------------------------------------------- | ------------ | --------------- |
| Скубко Катерина Миколаївна  | Сільський голова, 1954 року народження, позапартійна              | 26.03.2006   | 31.10.2010      |
| Близнюк Наталія Олексіївна  | Сільський голова, 1963 року народження, освіта вища, позапартійна | 31.10.2010   |                 |

Примітка: таблиця складена за даними сайту Верховної Ради України